# Kurt Grelling
Kurt Grelling (ur. 2 marca 1886 w Berlinie, zm. wrzesień 1942 w KL Auschwitz) – niemiecki matematyk, logik i filozof, członek Koła Berlińskiego.

## Życie i twórczość

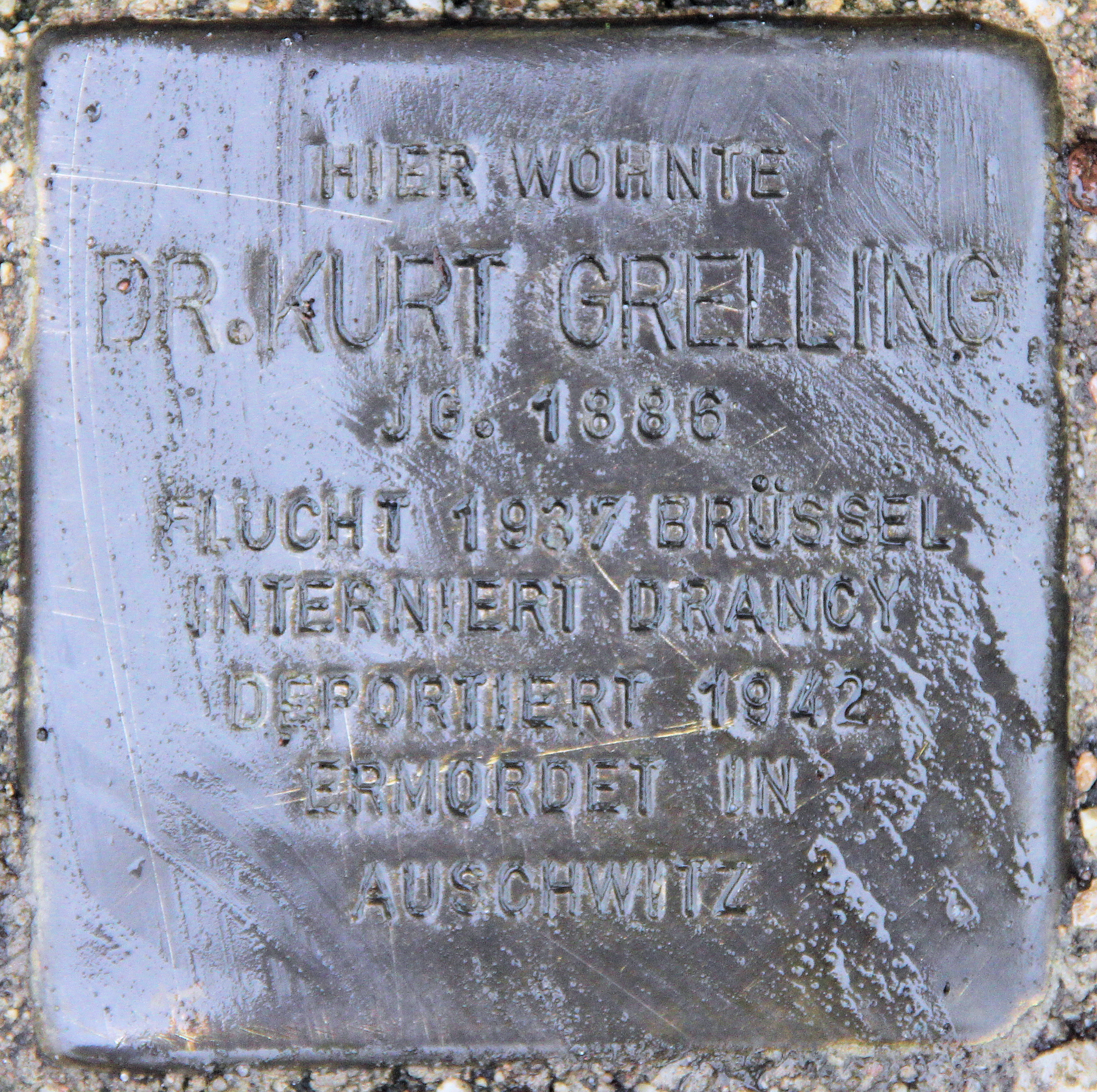
Pomnik Stolperstein w miejscu zamieszkania Kurta Grellinga na Königsberger Straße 13 w Berlinie

Pochodził z żydowskiej rodziny. Jego ojcem był doktor nauk prawnych Richard Grelling a matką Margaret (z domu Simon). Wkrótce po rozpoczęciu studiów w 1905 roku na Uniwersytecie w Getyndze Grelling rozpoczął współpracę z filozofem Leonardem Nelsonem i podjął próbę rozwiązania paradoksu Russella, który wstrząsnął podstawami matematyki, gdy został ogłoszony w 1903 roku. Ich artykuł z 1908 prezentuje nowe paradoksy, w tym paradoks semantyczny, który został nazwany Paradoksem Grellinga–Nelsona.
Grelling doktorat otrzymał w dziedzinie matematyki w 1910 roku za rozprawę o rozwoju arytmetyki w aksjomatycznej teorii mnogości, recenzowanej przez samego Dawida Hilberta. W utrwalonym na taśmie wywiadzie z Herbertem Endertonem, Alfred Tarski wspomina o spotkaniu z Grellingiem w 1938 roku i stwierdza, że był on autorem pierwszych podręczników do teorii mnogości.
Grelling tłumaczył również filozoficzne rozprawy z języków francuskiego, włoskiego i angielskiego na niemiecki, w tym cztery prace Bertranda Russella. Później stał się zwolennikiem Russella.
Od 1911 do 1922 Grelling publikował wyłącznie publicystykę w periodykach związanych z Socjaldemokratyczną Partią Niemiec. W 1915 roku jego ojciec, Richard Grelling, napisał antywojenną książkę J’Accuse, potępiającą politykę mocarstw centralnych. Miała ona ogromne wyniki sprzedaży poza granicami Niemiec. Richard podążał za tym sukcesem w innej pracy Das Verbrechen (Przestępstwa), w którym atakował swoich krytyków, łącznie z samym Kurtem Grellingiem.
Od 1924 roku Grelling przeszedł na pozycje filozofii pozytywistycznej.
Nie udało mu się znaleźć pracy na uniwersytecie w Getyndze i w Berlinie, dlatego musiał uczyć matematyki, filozofii i fizyki w szkołach średnich. Niemniej jednak współpracował z Hansem Reichenbachem przy spotkaniach Koła Berlińskiego, które odwoływało się do założeń Koła Wiedeńskiego. W 1933 roku Reichenbach wyemigrował do Turcji a naziści zmusili Grellinga do odejścia na emeryturę. Mimo wszystko starał się utrzymać prace Koła Berlińskiego, poprzez organizację małych seminariów i kolokwiów.
Grelling współpracował z Kurtem Gödlem i w 1936 roku opublikował artykuł, w którym bronił twierdzenia Gödla przeciwko błędnej interpretacji, zgodnie z którą dotyczy ono paradoksu Russella.
Choć wiele z jego krewnych i znajomych uciekło z Niemiec, on nie myślał poważnie o wyjeździe do 1937 roku, kiedy wyjechał do Brukseli w celu współpracy z Paulem Oppenheimem, by napisać kilka artykułów na temat analizy naukowego wyjaśnienia i o psychologii gestalt.
10 maja 1940 roku, w pierwszym dniu niemieckiej inwazji na Belgię, Grelling został aresztowany i deportowany do Francji, gdzie internowano go przez dwa lata w państwie Vichy. Oppenheim i Hempel próbował pomóc Grellingowi zapewniając mu pracę w New School for Social Research w Nowym Jorku. Wiadomość o stanowisku i wiza do USA dotarły jednak do obozu, gdy do Grellinga dołączyła jego żona Greta, z którą nie chciał się rozstać ze względów bezpieczeństwa. Amerykańscy urzędnicy imigracyjni podejrzewali Grellinga o skłonności do komunizmu, co spowodowało fatalną dla Grellinga zwłokę. On i jego żona zostali wysłani do KL Auschwitz, gdzie dotarli 18 września 1942  i zginęli w komorach gazowych w ten sam dzień lub wkrótce po nim.

## Wybrane publikacje
- Gibt es eine Gödelsche Antinomie?. In: Theoria, 3, 1936.
- Die Axiome der Arithmetik mit besonderer Berücksichtigung der Beziehungen zur Mengenlehre. Dissertation, Göttingen University Press, 1910.
- Anti-J’accuse. Eine deutsche Antwort. Zürich: Art. Institut Orell Füssli, 1916